# آي باد (الجيل الثامن)
جهاز آي باد 10.2 بوصة (آي باد (الجيل الثامن)) هو حاسوب لوحي طورته وسوَّقته شركة أبل، وأعلن عنه في 15 سبتمبر 2020 وأصدر في 18 سبتمبر 2020.